# Kenneth W. Zeigler
Kenneth W. Zeigler est un astronome américain.

## Biographie
Le Centre des planètes mineures le crédite de la découverte de trois astéroïdes numérotés.
| (3909) Gladys     | 15 mai 1988     |
| (6854) Georgewest | 20 octobre 1987 |
| (11864) 1989 NH1  | 10 juillet 1989 |